# Ramon Muntaner

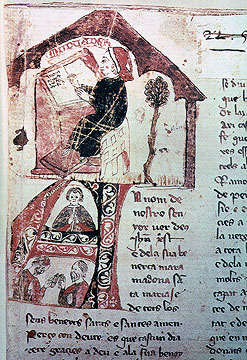
La Crònica, in un manoscritto madrileno della Biblioteca del Monastero dell'Escorial.

Ramon Muntaner (AFI: /rəˈmon muntəˈne/; Peralada, 1265 – isola di Eivissa, 1336), conosciuto anche, in italiano, come Raimondo Muntaner, fu un militare, amministratore, politico e cronista catalano della corona aragonese, noto come autore della Crònica de Ramon Muntaner, una della opere del corpus delle Grandi cronache catalane. È stato anche ciambellano di Giacomo III di Maiorca, sindaco d'Ibiza e capitano degli Almogaveri.

## Biografia
Era figlio di Joan Muntaner e una signora dell'aristocrazia militare catalana, appartenente alla stirpe Sesfàbregues.
Nel 1271, all'età di soli sei anni, fu testimone della riunione tenutasi nel feudo di suo padre a Peralada tra il re Giacomo I d'Aragona e di suo genero Alfonso X di Castiglia e sua figlia Violante d'Aragona.
Nel 1276, all'età di undici anni, fece parte dell'entourage di Ruggiero di Lauria (Roger de Llúria) che ha accompagnato il principe Pietro d'Aragona in Francia. Alla fine del 1281, all'età di sedici anni, era a Montpellier, forse al servizio del re Giacomo II di Maiorca.
Nella prima parte della sua vita, Muntaner fu arruolato come soldato e comandante nella Compagnia catalana, un corpo di fanteria leggera comandato da Roger de Flor, formato da mercenari catalani e aragonesi, conosciuti come almogaveri; Roger si spinse con la sua compagnia fino a Costantinopoli per aiutare i Bizantini contro i Turchi.
Dopo il 1285, non ritornò a Peralada; il feudo di suo padre e l'intera Peralada furono bruciati, quando gli Almogàvers vennero allontanati dalla città nel giugno del 1285, all'epoca della crociata aragonese.
Durante la guerra siciliana e dall'aprile del 1286, all'età di 21 anni, sembra che fece parte della flotta di Ruggiero di Lauria, andando e tornando a Valencia con il bottino catturato alle posizioni francesi.
Nel 1287 partecipò alla conquista di Minorca, dove fu ricevuto dai suoi cugini Joan, Pere e Jaume Muntaner, figli di suo zio che avevano partecipato alla colonizzazione dell'isola di Maiorca, dopo la conquista di Giacomo I d'Aragona. Il 13 aprile 1298 è documentato il suo soggiorno a Valencia e dal 1298 divenne un cittadino di Maiorca.
Più tardi, Muntaner resse il governatorato di Gallipoli (l'attuale Gelibolu, in Turchia) dal 1303 al 1307 e quello dell'isola di Djerba, dal 1308 al 1315.

## Crònica de Ramon Muntaner
Ritiratosi dalla vita attiva nel 1327, si dedicò alla scrittura dell'importante opera in lingua catalana nota come Crònica de Ramon Muntaner, stampata per la prima volta nel 1558 e facente parte del corpus delle quattro Grandi cronache catalane, vertenti sui fatti d'arme e di politica della corona d'Aragona e della Catalogna nel XIII e XIV secolo. La cronaca del Muntaner, pur concepita con fini apologetici filo-aragonesi, e nonostante i suoi toni, rappresenta comunque una pregevole testimonianza sulle imprese militari di cui Ramon era stato protagonista in prima persona.
Tra le fonti primarie di Muntaner vi è la Crònica del rei Pere, per la quale è stata proposta una attribuzione congetturale a Galceran de Tous.